# Niditinea nigrocapitella
Niditinea nigrocapitella är en fjärilsart som beskrevs av Aleksei Konstantinovich Zagulajev 1960. Niditinea nigrocapitella ingår i släktet Niditinea och familjen äkta malar. Inga underarter finns listade i Catalogue of Life.